# Мовсесян, Карен Арутюнович
Каре́н Арутю́нович Мовсеся́н (3.04.1978, Ереван, Армения) — певец, солист Новосибирского Государственного академического театра оперы и балета, баритон. 

## Творческая биография
С 1995 по 2000 гг. обучался в Ереванской Государственной Консерватории имени Комитаса в классе заслуженного артиста Армении профессора В. А. Арутюнова по специальности «вокальное искусство». В 2000 году К. А. Мовсесян получил диплом по специальности «вокальное искусство — классическое пение» с присуждением квалификации «Оперный и камерный певец. Преподаватель». В 1996 году певец провёл серию благотворительных концертов в приграничных с Азербайджаном районах Армении в рамках республиканской программы Международного Красного Креста: собранные средства были переданы семьям военнослужащих, погибших при карабахских событиях. В июне 2000 года — в день государственного экзамена вокалистов в Консерватории — художественный руководитель Армянского академического театра оперы и балета им. А. Спендиарова народный артист Армении и Литвы Гегам Мигранович Григорян пригласил выпускника Мовсесяна К. А. на работу в театр в должности солиста оперы. Поскольку артист обязан был отслужить два года в армии, Г. Григорян ходатайствовал лично Министру обороны Армении Сержу Саргсяну (ныне — Президенту страны) с просьбой оставить призывника служить в Ереване (в ансамбле песни и пляски при доме офицеров города Еревана), чтобы артист не терял профессиональных навыков и смог совмещать службу в армии с работой в театре оперы и балета.
В Армянском академическом театре оперы и балета им. А. Спендиарова К. А. Мовсесян принимал участие в постановках опер «Кармен», «Пиковая дама», «Ануш», «Тоска», «Иоланта». В составе гала-концерта солистов оперы концертировал в Ереване и Тбилиси.
В период службы в армии К. А. Мовсесян выступил более чем в двухстах правительственных, шефских и других концертных программах на территории Армении и Нагорного Карабаха. В мае 2001 года представляя республику Армения, стал лауреатом международного конкурса-фестиваля военной песни «Виват, Победа!» в Зеленограде.
После службы в армии, продолжая работать солистом Армянского академического театра оперы и балета им. А. Спендиарова, К. А. Мовсесян активно участвовал в благотворительных концертах, пропагандирующих русское искусство, которые были организованы Посольством Российской Федерации и обществом россиян в Армении.
В 2002 году К. А. Мовсесян стал лауреатом международного конкурса русского романса «Романсиада 2002» в Ереване.
В 2003 году артист получил приглашение на прослушивание в Пермский академический театр оперы и балета имени П. И. Чайковского и переехал в Россию на постоянное место жительства. В Пермском академическом театре оперы и балета как солист К. А. Мовсесян был занят в спектаклях «Кармен», «Пиковая дама», «Иоланта», «Паяцы», исполнил кантату С. Рахманинова «Весна» (для баритона соло, хора и оркестра). В Перми артист записал свой первый официальный компакт-диск с вокальным циклом «Жил был я». Автор произведения, Пермский композитор В. Грунер, впоследствии был удостоен премии губернатора области за упомянутый цикл. Вокальным циклом «Жил-был я» К. А. Мовсесян открыл органный зал Пермской филармонии.
Артист активно участвовал в благотворительных и коммерческих проектах, концертах Пермского музыкального театра «Бенефис» под управлением А. Макарова. Часто выступая на городских и областных концертных площадках, во дворцах культуры города Перми, К. А. Мовсесян стал пользоваться большим успехом у пермского зрителя.
В 2004 году К. А. Мовсесян, по просьбе художественного руководителя Ереванского Государственного академического театра оперы и балета Гегама Григоряна, вернулся в Армению для участия в новой постановке оперы П. И. Чайковского «Иоланта».
С начала театрального сезона 2005 года и по сей день К. А. Мовсесян является солистом высшей квалификационной категории Новосибирского Государственного театра оперы и балета.
Широко задействован в театральном репертуаре в следующих спектаклях: «Богема», «Мадам Батерфляй», «Кармен», «Иоланта», «Пиковая дама», «Князь Игорь», «Фигаро», «Борис Годунов», «Тоска», «Принц и нищий», «История Кая и Герды», «Боярыня Морозова», «Ревизор» и других.
С 2005 года К. Мовсесян сотрудничает с Новосибирской государственной филармонией. Много раз принимал участие в гала-концертах филармонии. Артиста приглашают на сольные и гала-проекты многие филармонические коллективы — симфонический оркестр, духовой оркестр и другие. С ансамблем филармонии под управлением П. Шаромова К. Мовсесян пел баритон соло в девятой симфонии Бетховена во Франции: в городах Анси, Межев, Куршевель и Шонбери.
В 2006 году певец стал дипломантом Всероссийского конкурса имени Надежды Обуховой в городе Липецк.
Отдельное место в творчестве музыканта занимает сотрудничество с Русским Академическим оркестром народных инструментов Новосибирской государственной филармонии под управлением Народного артиста России В. П. Гусева. С оркестром В. П. Гусева К. А. Мовсесян имеет четыре разно-жанровых сольных проекта с многократными повторениями каждого: от старинной классической музыки до шлягеров советской эстрады.
С одной из четырёх программ с оркестром В. П. Гусева, К. А. Мовсесян выступил на гастролях в Казахстане, на международном фестивале оркестров народных оркестров, проходящем под эгидой Президента Казахстана Н. Назарбаева, в городе Астана.
Карен Мовсесян также имеет концертные программы с такими музыкальными коллективами города Новосибирска как: муниципальный духовой оркестр, оркестр УВД Новосибирска, оркестр русских народных инструментов Дворца культуры железнодорожников, Ансамбль славянского фонда «Сюрприз», ВИА «Ретро», ВИА «Верные друзья» и др.
Карен Мовсесян тесно сотрудничает с местными новосибирскими поэтами и композиторами. Принял участие в записи трёх официальных дисков с произведениями авторов: А. Плотникова, А. Дериева и других.
Большое внимание К. Мовсесян уделяет общественной и благотворительной деятельности.
Принял участие во всемирной акции — марафоне по продаже книги Дж. Роулинг, в поддержку тяжело болеющим детям. Пел три сольных концерта в женской колонии города Новосибирска. Постоянно поздравляет концертными программами ветеранов Великой Отечественной войны, Общество инвалидов города Новосибирска, ветеранов труда. Музыкант является почётным членом попечительского совета благотворительного фонда «Защита детей».
Артист имеет высшую награду Новосибирской области «Парадиз» — в сфере театрального искусства. За роль Фонарщика в опере «История Кая и Герды» Карен Мовсесян удостоен звания победителя в номинации «Лучшая мужская роль в опере» за 2010 год.
К. А. Мовсесян имеет фондовые записи на радио и телевидении Армении.
В сентябре 2011 года — возглавил PR службу Новосибирского Государственного академического театра оперы и балета.
С 1 сентября 2013 года в молодёжном культурно-досуговом центре «Содружество», под руководством Карена Мовсесяна начала работу вокальная школа-студия «ВГолосе», преподавателями которой стали Карен Мовсесян, Алексей Крыжановский и Мария Белокурская — солисты НГАТОиБ. 18 мая 2014 года состоялся Первый отчётный концерт учеников вокальной школы. Почётными гостями концерта стали Михаил Мищенко и Владимир Гусев.

## Концертная деятельность
В Новосибирском Государственном Академическом театре оперы и балета К. А. Мовсесян выступил в четырёх сольных концертах (два в концертном и два в большом залах театра). Все они проходили при полных аншлагах.
3 апреля 2009 года, в день рождения исполнителя, в Большом зале театра состоялся сольный концерт К. А. Мовсесяна, посвящённый памяти Народного Артиста СССР Муслима Магомаева (идея и организация — К. А. Мовсесян). По многочисленным просьбам зрителей концерт был не раз повторён и на других городских сценах, а также в зале Дома учёных в Академгородке.
Мовсесян К. А. успешно участвует во всех театральных концертах оперных арий, русских и зарубежных романсов, а также в городских и правительственных, областного и федерального масштаба, концертах, проходящих в театре.
Артист не раз принимал участие в совместных концертах со многими известными и популярными певцами, музыкантами и конферансье России. Певец много выступает в теле- и радиоэфире Новосибирской области.
В концертном репертуаре Карена Мовсесяна находят место как оперные арии и русские романсы, так и неаполитанские, и советские песни.
За период проживания в России с 2003 года артист выступал во многих городах и регионах России: Москва, Санкт Петербург, Новосибирск, Екатеринбург, Нижний Новгород, Пермь, Красноярск, Томск, Барнаул, Омск, Бердск, Горная Шория и Алтайский край.
В начале 2010 года Карен Мовсесян провёл серию оперных концертов в Париже и Версале, а также выпустил свой первый альбом с песнями Арно Бабаджаняна «Моя Судьба» в Новосибирске.
В августе 2011 г. был выпущен второй альбом в исполнении К. А. Мовсесяна «Как молоды мы были». Пластинка была записана в сопровождении Русского народного академического оркестра филармонии города Новосибирска. Дирижёр — Народный артист России В. П. Гусев.
11 ноября 2011 года состоялся первый сольный концерт артиста в городе Москва в большом зале Центрального дома учёных.
14 февраля 2013 года состоялся юбилейный сольный концерт Карена Мовсесяна, приуроченный к 35-летию исполнителя, в Новосибирском государственном цирке при участии известных новосибирских музыкантов: Вероники Гришуленко, Михаила Мищенко (недоступная ссылка), Исаака Нуразяна, Алексея Кобринского и ВИА «Верные друзья». На нём певец провёл презентацию своего третьего альбома «Мосты», с песнями Арно Бабаджаняна. В альбом вошли два дуэта Карена Мовсесяна с Дарьей Шуваловой — «Азг парапандз» («Доблестная нация», арм.) и «Озарение».
17 мая 2013 года юбилейный концерт Карена Мовсесяна был повторен в ДУ СОРАН при участии известных новосибирских музыкантов: Дарьи Шуваловой, Михаила Мищенко (недоступная ссылка), Исаака Нуразяна, Алексея Кобринского, Екатерины Марзоевой и ВИА «Верные друзья».
5 октября 2013 года состоялся творческий вечер Карена Мовсесяна в ресторане Дома Актёра, где певец рассказывал о себе, активно общался со зрителями и пел лучшие песни Арно Бабаджаняна и других композиторов и исполнителей.
4 января 2014 года в Государственном концертном зале им. А. М. Каца состоялся сольный концерт Карена Мовсесяна «Загадай желание» с Русским народным академическим оркестром В. П. Гусева. В этом концерте певец собрал все лучшие песни, исполняемые с РАО В. П. Гусева, за 7 лет сотрудничества. В программе выступления прозвучали популярные песни советской эстрады: Бабаджанян, Пахмутова, Шаинский, Фельцман, Ханок, Мартынов, Гуляев. Концерт прошёл при полном аншлаге.
6 января 2014 года повтор концерта «Загадай желание» в ДУ СОРАН.

## Права на исполнение и запись песен А. Бабаджаняна
Активно сотрудничая с фондом памяти Арно Бабаджаняна, концертируя в России и за её пределами, успешно пропагандирует творческое наследие композитора.
В связи с чем в 2009 году Фонд памяти Народного артиста СССР, композитора Арно Бабаджаняна в лице председателя фонда — сына композитора Ара Арноевича Бабаджаняна и руководителя попечительского совета фонда Армена Борисовича Джигарханяна — дал К. А. Мовсесяну официальные права на исполнение и запись всех песен и дуэтов, написанных Арно Бабаджаняном.

## Репертуар
В репертуар К. А. Мовсесяна входит около пятидесяти оперных арий, ста русских романсов, более двадцати неаполитанских и около двухсот советских эстрадных и военно-патриотических песен.
Также певец имеет фондовые записи на радио и телевидении Армении.

### Оперные партии
- Томский — П. И. Чайковский «Пиковая дама»
- Елецкий — П. И. Чайковский «Пиковая дама»
- Роберт — П. И. Чайковский «Иоланта»
- Валентин — Ж. Гуно «Фауст»
- Эбн-Хакиа — П. И. Чайковский «Иоланта»
- Шонар — Дж. Пуччини «Богема»
- Шарплес — Дж. Пуччини «Мадам Баттерфляй»
- Тонио — Р. Леонкавалло «Паяцы»
- Эскамильо — Ж. Бизе «Кармен»
- Донкайро — Ж. Бизе «Кармен»
- Моралес — Ж. Бизе «Кармен»
- Ж. Жермон — Дж. Верди «Травиата»
- Фигаро В. А. Моцарт «Свадьба Фигаро»
- Игорь — А. П. Бородин «Князь Игорь»
- Овлур — А. П. Бородин «Князь Игорь»
- Анджелотти — Дж. Пуччини
- Щелкалов — М. П. Мусоргский «Борис Годунов»
- Монах — Поэт — В. Дашкевич «Ревизор» (мировая премьера)
- Царь — Р. Щедрин «Боярыня Морозова»
- Моси — А. Тигранян «Ануш»
- Первый рок-певец / Муж — Л. Бернстайн «Месса» (российская премьера)

### Оратории и кантаты
- Бас соло — Г.Форе. — Реквием
- Бас соло — В. А. Моцарт — Реквием
- Баритон соло — Л. В. Бетховен — Девятая симфония.
- Баритон соло — С. Рахманинов «Весна»

### Спектакли для детей
- Рыцарь Генден — В. Гевиксман «Принц и нищий»
- Фонарщик и Поэт — С. Баневич «История Кая и Герды»
- Волк — И. Польский «Терем Теремок»
- Паж — Дж. К. Менотти «Амаль и ночные гости»

## Дискография
- «Моя судьба». Песни Арно Бабаджаняна в исполнении Карена Мовсесяна, 2010 г. (СПЦ «Парнас»);
- «Как молоды мы были» с Русским Академическим оркестром, 2011 г. (ГАУК НСО «Новосибирская филармония»);
- «Мосты». Песни Арно Бабаджаняна, 2013 г. (СПЦ «Парнас»).

## Награды
- Благодарность Президента Российской Федерации (4 мая 2021 года) — за большой вклад в подготовку и проведение общественно значимых мероприятий[6].
- 2010 г. — победитель в номинации «Лучшая мужская роль в опере» театральной премии «ПАРАДИЗ».
- 2006 г. — дипломант всероссийского конкурса им. Н. Обуховой (г. Липецк).
- 2002 г. — лауреат международного конкурса «Романсиада» (г. Ереван).
- 2001 г. — лауреат Московского Международного фестиваля Армейской песни «Виват, Победа!» (г. Москва, г. Зеленоград).